# City Power Johannesburg
City Power Johannesburg (SOC) Ltd. (kurz: City Power, deutsch „Stadtenergie“) ist ein regionales, kommunales Elektrizitätsversorgungsunternehmen in Johannesburg, Südafrika. Die Metropolgemeinde Johannesburg ist die Alleineigentümerin des Unternehmens. City Power wurde am 1. November 2000 auf der Grundlage des Companies Act, 1973 gegründet und nahm seine Geschäftstätigkeit im Jahre 2001 auf. Es beschäftigt (Stand 2019) etwa 1700 Mitarbeiter. Der Unternehmenssitz befindet sich in der Heronmere Road, im Johannesburger Stadtteil Reuven.

## Geschichte
Nach den südafrikanischen Regionalwahlen von 1995 kam es zu Neuordnungen in der administrativen Gliederung von Johannesburg und Nachbargemeinden, die sich 1997 als nicht ausreichend herausstellte. Aus elf kommunalen Gebietseinheiten war das Greater Johannesburg Metropolitan Council hervorgegangen. Die noch ungenügende Verwaltungsstruktur führte zu einer Finanzkrise. In deren Folge schlossen sich fünf Lokalverwaltungen zum Johannesburg Metropolitan Council zusammen. Diese öffentliche Körperschaft errichtete neben anderen Kommunalunternehmen auch City Power.

## Aufgaben und Ausstattung
Zu den Aufgaben des Energieversorgers gehört die Bereitstellung von Elektroenergie sowie die Betreibung und Instandhaltung des Versorgungsnetzes. Zudem ist es für den Ausbau und die Unterhaltung der Beleuchtung öffentlicher Straßen und Plätze in Johannesburg verantwortlich.
City Power versorgt etwa 413.000 Abnehmer, die neben privaten Haushalten und Prepaid-Kunden auch Landwirtschafts-, Industrie- und Handelsunternehmen umfassen. Dazu unterhält der Energieversorger über 17.500 Kilometer Erdkabel, 846 Kilometer Freileitungen mit 2200 Masten, 18.577 Verteilerstationen und 270.000 öffentliche Beleuchtungseinheiten. Ferner gehören Tunnelanlagen mit einer Gesamtlänge von 14,5 Kilometern zu den Betriebsanlagen. Der Versorgungsgrad erreicht in der Fläche des Gebietes der Metropolgemeinde etwa 50 Prozent. Die anderen Bereiche der Stadt werden von dem nationalen Elektroenergieunternehmen Eskom abgedeckt.
Wichtige Betriebsteile (Depots) befinden sich in den Stadtteilen Alexandra/Kew, Bryanston, Hursthill, Klipspruit, Lenasia, Midrand, New Doornfontein,  Randburg und Roodepoort.